# Salpik Dolny
Salpik Dolny (deutsch Nieder Salpkeim) ist ein verlassener Ort in der polnischen Woiwodschaft Ermland-Masuren. Die Ortsstelle liegt im Gebiet der Gmina Kętrzyn (Landgemeinde Rastenburg) im Powiat Kętrzyński (Kreis Rastenburg).

## Geographische Lage
Salpik Dolny liegt in der nördlichen Woiwodschaft Ermland-Masuren, 21 Kilometer nordöstlich der früheren Kreisstadt Sensburg (polnisch Mrągowo) bzw. 13 Kilometer südöstlich der heutigen Kreismetropole Kętrzyn (deutsch Rastenburg).

## Geschichte
Das einstige Nieder Salpkeim wurde um 1840 als Gut gegründet und war bis 1945 ein Teil der Gemeinde Salpkeim (polnisch Salpik) im ostpreußischen Kreis Sensburg. Im Jahre 1871 zählte Nieder Salpkeim 44 Einwohner, im Jahre 1885 waren es 39 und im Jahre 1905 bereits 44.
Als 1945 das gesamte südliche Ostpreußen in Kriegsfolge an Polen abgetreten wurde, erhielt Nieder Salpkeim die polnische Namensform „Salpik Dolny“. In den ersten Nachkriegsjahren dürfte Salpik Dolny noch vereinzelt und kurzfristig besiedelt gewesen sein. Heute jedoch ist die Ortsstelle verwaist, es finden sich auch kaum noch Gebäudereste. Salpik Dolny liegt im Gebiet der Gmina Kętrzyn (Landgemeinde Rastenburg) und wird nominell auch noch geführt.

## Kirche
Bis 1945 war Nieder Salpkeim in die evangelische Kirche Eichmedien (polnisch Nakomiady) in der Kirchenprovinz Ostpreußen der Kirche der Altpreußischen Union, außerdem in die römisch-katholische Kirche Sensburg (polnisch Mrągowo) eingepfarrt.

## Verkehr
Die Ortsstelle von Salpik Dolny liegt an einer Nebenstraße, die von Salpik (Salpkeim) nach Orło (Orlen, 1938 bis 1945 Arlen) führt.